# Хайцан (мост)
Мост Хайцан (кит. 海沧大桥) — висячий мост с основным пролётом длиной 648 м, пересекающий пролив Сямынь Южно-Китайского моря. Расположен на территории города субпровинциального значения Сямынь. 18-й по длине основного пролёта висячий мост в Китае. Проходит региональная дорога S201. Мост соединяет два центральных района, расположенных на острове Сямынь, Хули и Сымин, с районом Хайцан материковой части города Сямынь.
Длина — 5 926 м.
Имеет 6 полос движения (по три в обе стороны).